# Jack Haig
Jack Haig (født 6. september 1993 i Southport) er en cykelrytter fra Australien, der er på kontrakt hos Bahrain Victorious.